# Újváriné Kerékgyártó Adrienne
Újváriné Kerékgyártó Adrienne (Nagykanizsa, 1905. december 22. – Tahitótfalu, 2006. augusztus 3.) etnográfus, tanár.

## Élete
Tanulmányait Budapesten, a Képzőművészeti Főiskolán végezte, ahol 1928-ban végzett. 1937-ben doktori oklevelet nyert. 1929-től tanár, majd igazgató, szakfelügyelő 1968-as nyugalomba vonulásáig. 1946 és 1952 között az Országos Iparoktatási Tanács elnöki tanácsának tagja volt. Számos néprajzi gyűjtőcsoport munkájában vett részt. Érdeklődése elsődlegesen a népviselet, fonalas díszítőművészet, fonás-szövés témaköre felé irányult. Számos tanulmánya jelent meg szaklapokban, elsődlegesen a népviselet, fonalas díszítőművészet, fonás-szövés témakörében. 101 éves korában, 2006-ban hunyt el.

## Írásai
A néprajzi értesítő 1992-ben megjelent 74. számában írt a székely birtokközösségről, A Magyar Nép kilencedik kötetében pedig a népművészet fogalmáról, az agyagművességről és a növényi eredetű textíliák díszítéséről. 1937-ben megjelent könyve – A magyar női haj- és fejviselet címmel – a népviselet e fontos tényezőjéről próbál összefogó képet mutatni. A könyv nem a legteljesebb, részletgazdagabb leírást adja, viszont ezzel a kérdéssel még alig-alig foglalkozott valaki, valamint az ország egyes területeiről a mai napig hiányoznak a pontos, részletes leírások. Az írásokat fekete-fehér fotókkal, színes illusztrációkkal egészítette ki.